# Crataegus silicensis
Crataegus silicensis är en rosväxtart som först beskrevs av Hrabetová-uhrová, och fick sitt nu gällande namn av T. Baranec. Crataegus silicensis ingår i Hagtornssläktet som ingår i familjen rosväxter. Inga underarter finns listade i Catalogue of Life.